# Schizoporella limbata
Schizoporella limbata är en mossdjursart som beskrevs av Lorenz 1886. Schizoporella limbata ingår i släktet Schizoporella och familjen Schizoporellidae. Inga underarter finns listade i Catalogue of Life.